# Barrhead South Parish Church

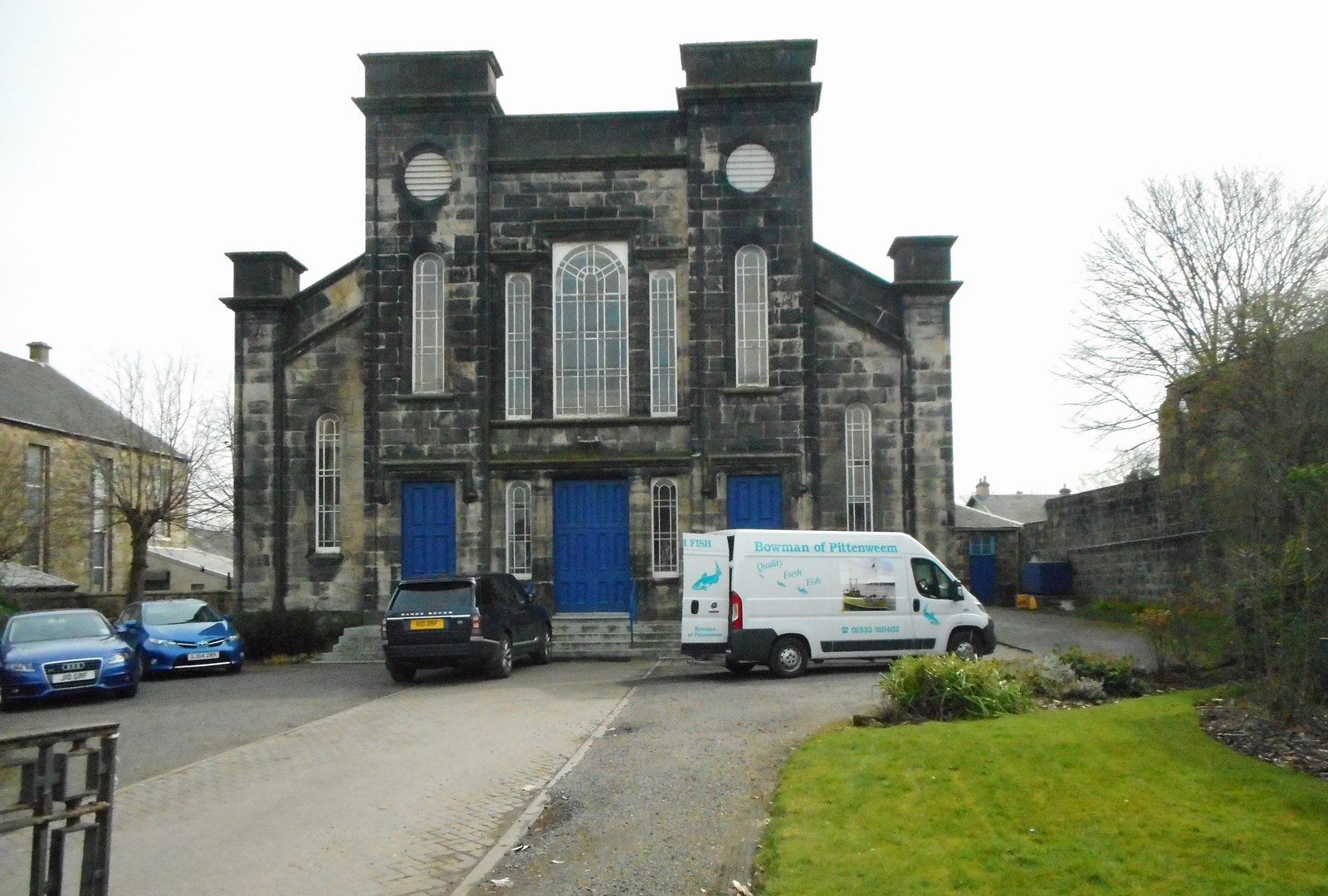
Barrhead South Parish Church

Die Barrhead South Parish Church, auch Barrhead South and Levern Parish Church, ist ein presbyterianisches Kirchengebäude in der schottischen Stadt Barrhead in der Council Area East Renfrewshire. Sie liegt im Stadtzentrum an der Kreuzung zwischen Main Street und Arthurlie Street. 1980 wurde die Barrhead South Parish Church in die schottischen Denkmallisten in der Kategorie B aufgenommen.

## Geschichte
Im Zuge der „disruption“ (Spaltung) der Church of Scotland zog im Mai des Jahres 1843 der Geistliche der Bourock Parish Church, Alexander Salmon mit rund 350 Mitgliedern aus dem Kirchengebäude aus und hielt im Freien hinter der Kirche den ersten Gottesdienst der neuen Gemeinde der Free Church of Scotland ab. In der folgenden Zeit wurden zunächst die finanziellen Mittel zum Bau eines eigenen Kirchengebäudes akquiriert, welches schließlich 1846 fertiggestellt wurde. Der erste Gottesdienst wurde am 12. Juli desselben Jahres abgehalten. Die Bourock Parish Church blieb nach der Spaltung noch bis 1851 geschlossen. Seit 1900 gehörte das Gebäude zur United Free Church of Scotland, die sich 1929 wieder der Church of Scotland anschloss. Die Barrhead South Parish Church diente bis zur Fusion ihrer Gemeinde mit der Nachbargemeinde als Pfarrkirche und ist 2021 ungenutzt.
Im Jahre 1937 wurde die Barrhead South Parish Church einer umfassenden Renovierung unterzogen, bei welcher unter anderem die Orgel überholt und elektrifiziert wurde. Weitere Renovierungsarbeiten wurden 1965 durchgeführt. In diesem Zuge wurden auch neue Räumlichkeiten hinter dem Gebäude hinzugefügt.

## Beschreibung
Die Barrhead South Parish Church liegt etwa 30 m von der Straße zurückversetzt. Das Gebäude ist symmetrisch aufgebaut und besitzt zwei Seitenschiffe. Es besteht aus einem verfugten Mauerwerk aus behauenen Quadersteinen und ist nicht verputzt. Der Haupteingang befindet sich an der Nordseite. Drei zweiflüglige Türen führen ins Innere, das durch verschiedene Rundbogenfenster erhellt wird, wobei mittig oberhalb des Eingangs ein Drillingsfenster zu finden ist.